# Fontanalia
A Fontanalia (vagy Fontinalia) egy ősi római pogány ünnep, amely a kutak és a források ünnepe. Évenként október 13-án ünneplik meg, amiért a szárazság után megint folyik a víz. Ezen a napon feldíszítik a kutakat és virágokat dobnak a szökőkutakba. A mulatságot gyenge leírásában Marcus Terentius Varro (i. e. 116 - 27) említi meg, az ő magyarázata a név.